# سارا غروين
سارا غروين (بالإنجليزية: Sara Gruen)‏ (1969 في كندا)؛ كاتِبة وروائية أمريكية.

## روابط خارجية
- سارا غروين على موقع IMDb (الإنجليزية)
- سارا غروين على موقع ميوزك برينز (الإنجليزية)
- سارا غروين على موقع قاعدة بيانات الفيلم (الإنجليزية)